# Wymysłów (Ostrów w gminie Michów)
Wymysłów – nieoficjalny przysiółek wsi Ostrów, w Polsce, w województwie lubelskim, w powiecie lubartowskim, w gminie Michów.
Przysiółek należy do sołectwa Krupy.
Miejscowość nie figuruje w systemie TERYT. W PRNG zapisano jej nazwę na podstawie mapy. Statut dla tego obiektu geograficznego to niestandaryzowany przysiółek wsi Krupy.
W latach 1975–1998 miejscowość administracyjnie należała do województwa lubelskiego.